# Margo Glantz
Margarita «Margo» Glantz Shapiro (Ciutat de Mèxic, 28 de gener de 1930) és una escriptora, assagista, crítica literària i acadèmica mexicana. Les seves obres reflecteixen el seu compromís amb temes com l'erotisme, sexualitat i cos, a més de migració i memòria. Va ser triada el 1995 membre de nombre de l'Acadèmia Mexicana de la Llengua i va prendre possessió el 21 de novembre de 1996. El 2004 li va ser atorgat el Premi Nacional de Ciències i Arts, en l'àmbit de Lingüística i Literatura.

## Biografia
Va fer estudis de Lletres Angleses en la Facultat de Filosofia i Lletres de la Universitat Nacional Autònoma de Mèxic. Després de graduar-se va continuar els seus estudis acadèmics a París, on es va doctorar en Lletres Hispàniques a la Universitat de La Sorbona.
El 1958 va començar la seva trajectòria acadèmica en la Facultat de Filosofia i Lletres de la UNAM on ha exercit la docència més de cinquanta anys; ha impartit cursos de literatures clàssiques, llengües modernes, lletres mexicanes i hispanoamericanes. Reconeguda com a professora visitant en universitats com Yale, Princeton, La Joya, Harvard, Berkeley, Menéndez Pelayo a Santander, Barcelona, Alacant, Viena, Berlín, París, Buenos Aires, Xile i Delhi, entre d'altres.
El 1966 va ser fundadora i directora de la revista Punto de Partida de la UNAM. De 1977 a 1985 Glantz va ser col·laboradora de Ràdio Universitat i del periòdic Unomásuno. En l'àmbit de la difusió cultural va tenir diversos càrrecs: directora de l'Institut Cultural Mexicà-Israelià (1966-1970), del Centre de Llengües Estrangeres de la UNAM (1970-1971) i directora de Literatura en l'Institut Nacional de Belles arts (1983-1986), entre altres càrrecs.
De 1986 a 1988 va ser agregada cultural de l'Ambaixada de Mèxic a Londres.
El 1995 va ser triada membre de nombre de l'Acadèmia Mexicana de la Llengua per ser la tercera ocupant de la cadira XXXV i va prendre possessió el 21 de novembre de 1996. El 2010 rep el Premi FIL de Literatura en Llengües Romances (abans Juan Rulfo) i el 2015 el Premi Iberoamericà de Narrativa Manuel Rojas, un any abans de ser condecorada amb la XVI Presea Cervantina en el marc del Coloquio Cervantino Internacional.
El 2019, amb 89 anys, va ser guardonada amb el primer Premi Nuevo León Alfonso Reyes, per les seves aportacions –durant sis dècades– en el camp intel·lectual i humanista, en l'acadèmia i les lletres, a la ciutat de Monterrey.

## Obra
És autora de les novel·les Las genealogías; Síndrome de naufragios; De la amorosa inclinación a enredarse en cabellos; El día de tu boda; Apariciones; Zona de derrumbe; El rastro; Historia de una mujer que caminó por la vida con zapatos de diseñador; Saña, així com els assajos Narrativa joven de México; Onda y escritura; Repeticiones; Intervención y pretexto; La lengua en la mano; La Malinche sus padres y sus hijos; Erosiones; Borrones y borradores; Esguince de cintura; La desnudez como naufragio; La polca de los osos.
Entre el seu treball crític, gran part és dedicat a l'obra de la poeta mexicana Sor Juana Inés de la Cruz. Victor Gerardo Rivas comenta que “Margo Glantz iniciaria una de les seves línies fonamentals de recerca i creació assatgística: la referida a la figura del barroc hispanoamericà, la poetisa novohispana Sor Juana Inés de la Cruz, a la qual va dedicar en la dècada dels 90 treballs essencials en la bibliografia sorjuanista com a Sor Juana Inés de la Cruz, hagiografia o autobiografia?, Sor Juana Inés de la Cruz: saberes y placeres o Sor Juana: La comparación y la hipérbole .”
Va rebre, entre d'altres, el Premi Magda Donato el 1982, el Premi Xavier Villaurrutia 1984 per Síndrome de naufragios, el Premi Sor Juana Inés de la Cruz 2004 de la Fira Internacional del Llibre de Guadalajara per El Rastro i Finalista del XX Premi Herralde de Novel·la 2002 per la mateixa obra, així com Premio FIL de Literatura en Llenguas Romances (abans Juan Rulfo) el 2010 i el 2015 Premi Iberoamericà de Narrativa Manuel Rojas 2015. El 1996 rep la Beca Fundació Rockefeller i 1998 la Beca Guggenheim. Va ser triada el 1995 membre de número de l'Acadèmia Mexicana de la Llengua i va prendre possessió el 21 de novembre de 1996. El 2004 li va ser atorgat el Premi Nacional de Lingüística i Literatura. Doctor honoris causa per diverses universitats, entre elles la Universidad Autónoma Metropolitana (UAM) el 2005, la Universitat Autònoma de Nuevo León el 2010 i la Universitat Nacional Autònoma de Mèxic (UNAM) el 2011. El 6 d'abril de 2016 rep la medalla pels 55 anys de labor docent en la Facultat de Filosofia i Lletres de la UNAM.